# Helmut Sturm
Helmut Sturm, född 21 februari 1932 i Furth im Wald, Tyskland, död 19 februari 2008 i München, var en tysk målare.
Sturm studerade vid Akademie der Bildenden Künste München 1952–1958 och debuterade i en utställning tillsammans med Hans-Peter Zimmer och Heimrad Prem. Tillsammans bildade de senare den radikala Münchengruppen SPUR. I samband med arresteringen av HAP Grieshaber 1960 och den följande Grieshaberprocessen anklagades han och SPUR-gruppen för gudsbespottelse, förförelse av ungdomen, antireligiös och pornografisk verksamhet. Detta medförde att gruppens medlemmar gick i landsflykt och tillsammans med Hans-Peter Zimmer och Heimrad Prem vistades han på Jørgen Nashs gård Drakabygget i Skåne. Målningarna som utfördes i Sverige ställdes ut på Galerie Birech i Köpenhamn 1961. Senare har Sturm medverkat i ett flertal tyska och internationella utställningar och deltagit i flera svenska grupputställningar.